# Lee Hye-in
Dans ce nom coréen, le nom de famille, Lee, précède le nom personnel Hye-in.
Pour les articles homonymes, voir Lee.
Lee Hye-in (en coréen : 이혜인), née le 15 janvier 1995, est une escrimeuse sud-coréenne. Elle pratique l'épée en compétition. Elle se révèle en 2018 en entrant dans le top 16 du classement mondial.

## Carrière
Entre 2013 et 2015, Lee Hye-in se forme dans le circuit principal de la coupe du monde. Elle gravite autour de la 100e place, puis ne participe plus jusqu'à la saison 2017-2018. A son retour, elle réussit un premier exploit en se qualifiant pour la finale de l'étape de La Havane, où elle est battue par Coraline Vitalis. Plus tard, elle se classe 3e des championnats d'Asie. Entrée dans le top 16, elle se qualifie directement pour les championnats du monde, où elle perd dès le deuxième tour. Elle obtient néanmoins l'argent dans l'épreuve par équipes.

## Palmarès
- Jeux olympiques :
  -  Médaille d'argent par équipes aux Jeux olympiques 2020 à Tokyo

- Championnats du monde :
  -  Médaille d'or par équipes aux championnats du monde 2022 au Caire
  -  Médaille d'argent par équipes aux championnats du monde 2018 à Wuxi

- Championnats d'Asie : 
  -  Médaille d'or par équipes aux championnats d'Asie 2019 à Tokyo
  -  Médaille d'or par équipes aux championnats d'Asie 2022 à Séoul
  -  Médaille de bronze aux championnats d'Asie 2018 à Bangkok
  -  Médaille de bronze par équipes aux championnats d'Asie 2018 à Bangkok

## Classement en fin de saison
| Année | 2013 | 2014 | 2015 | 2016        | 2017        | 2018 |
| ----- | ---- | ---- | ---- | ----------- | ----------- | ---- |
| Rang  | 105  | 91   | 128  | non-classée | non-classée | 11   |